# 武田友寿
武田 友寿（たけだ ともじゅ、1931年1月16日 - 1991年2月1日）は、キリスト教の文芸評論家。
宮城県亘理郡出身。日鋼技能養成所卒。青年学校卒業後、日本製鋼室蘭製作所の技術者となる。1953年受洗。1964年独学で司法試験(第1次)に合格する。1968年カトリック実存主義にもとづく評論『美神の宿命』を発表、1970年『遠藤周作の世界』で亀井勝一郎賞受賞。清泉女子大学教授。

## 著書
- 『美神の宿命 亀井勝一郎と唐木順三』中央出版社 1968
- 『遠藤周作の世界』中央出版社 1969 講談社、1971
- 『宗教と文学の接点』中央出版社 1970
- 『文学と人生 人間のしるし』中央出版社 ファミリーブックス 1970
- 『救魂の文学』講談社 1974
- 『日本のキリスト者作家たち』教文館 1974
- 『遠藤周作の文学』聖文舎 1975
- 『黄色い嘴』袖珍書林 北の袖珍本 1976
- 『作家の印象 出会いの歳月』中央出版社 1976
- 『遍歴の求道者 亀井勝一郎』講談社 1978
- 『戦後文学の道程』北洋社 1980
- 『内村鑑三・青春の原像』日本YMCA同盟出版部 1982
- 『美しかれ悲しかれ 女流文学にみる女の愛と生涯』主婦の友社 1983
- 『聖者の詩 わがアッシジのフランシスコ』聖文舎 1983
  - 『聖者の詩 わがアッシジのフランシスコ』聖母の騎士社・聖母文庫 1989
- 『「冬」の黙示録 正宗白鳥の肖像』日本YMCA同盟出版部 1984
- 『「沈黙」以後 遠藤周作の世界』女子パウロ会 1985
- 『切支丹たちの劇』講談社・もんじゅ選書 1986
  - 『百年の祝祭 切支丹たちの劇詩』聖母の騎士社・聖母文庫 1989
- 『この人を見よ 私の小林秀雄』教文館 1987
- 『極北の旋律 八木義徳の世界』中西出版 1988
- 『正統と異端のあいだ 内村鑑三の劇的なる生涯』教文館 1991

## 論文
- Cinii